# Гагер діадемовий
Га́гер діадемовий (Cyanolyca argentigula) — вид горобцеподібних птахів родини воронових (Corvidae). Мешкає в Коста-Риці і Панамі.

## Опис

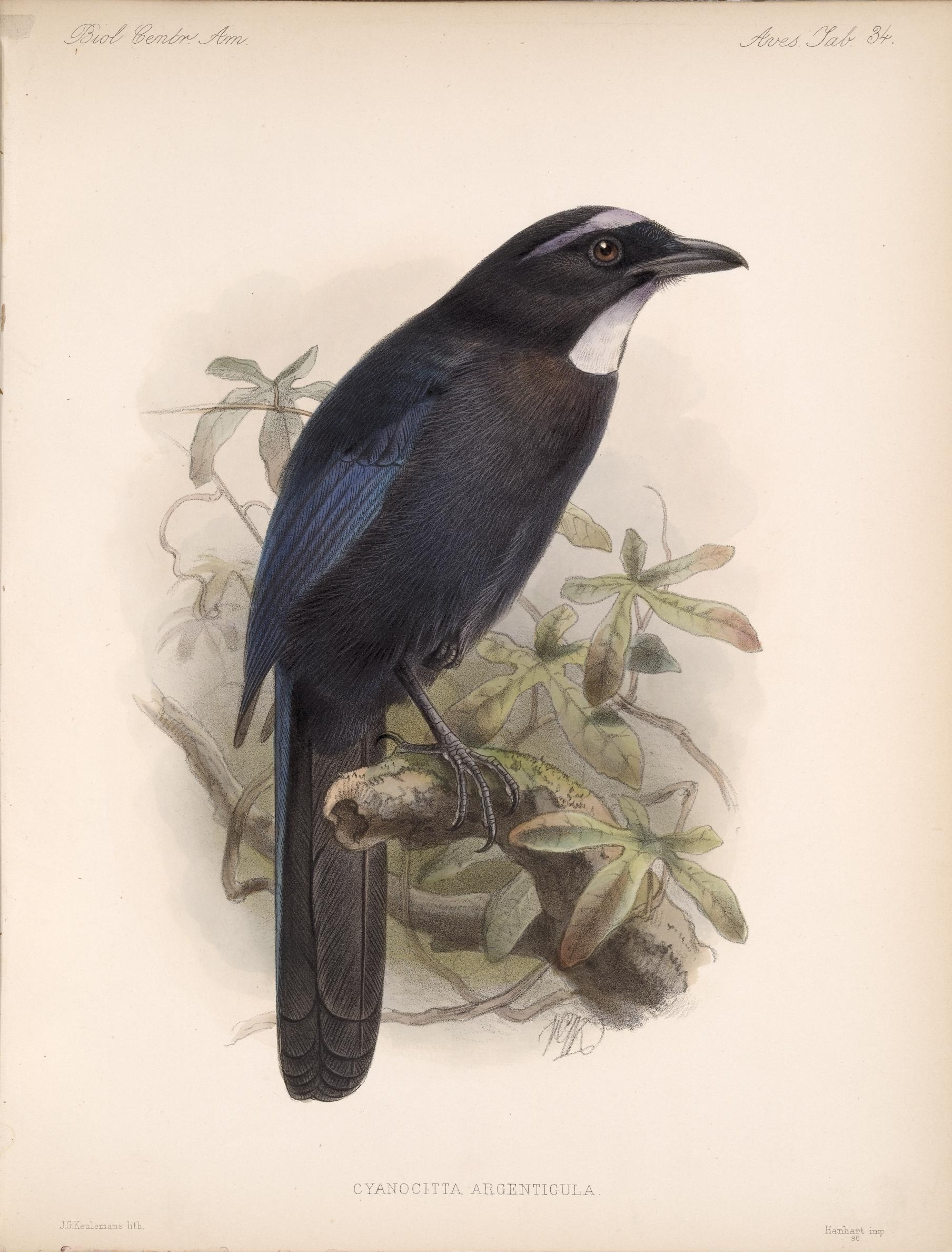
Діадемовий гагер

Довжина птаха становить 25-27 см, вага 65 г. Голова чорна, над очима вузькі білі "брови". Горло і груди сріблясто-білі, іноді з фіолетовим відблиском. Спина, шия і груди з боків чорні, решта тіла темно-пурпурово-синя. Крила і хвіст більш яскраво-сині, блідіші, нижня сторона крил і хвоста чорнувата. Очі темно-червонувато-карі, дзьоб і лапи чорні.

## Підвиди
Виділяють два підвиди:
- C. a. albior Pitelka, 1951 — центральна Коста-Рика;
- C. a. argentigula (Lawrence, 1875) — південна Коста-Рика і західна Панама.

## Поширення і екологія
Діадемові гагери живуть у вологих гірських і хмарних тропічних лісах, віддають перевагу дубовим лісам. Зустрічаються сімейними зграями від 10 до 30 птахів, на висоті від 2000 до 3200 м над рівнем моря. Ведуть деревний спосіб життя. Живляться комахами та іншими безхребетними, яких шукають в тріщинах кори, серед моху, лишайників та епіфітів, а також дрібними хребетними, ягодами і плодами. Сезон розмноження триває з березня по червень.